# 단일 보드 마이크로컨트롤러

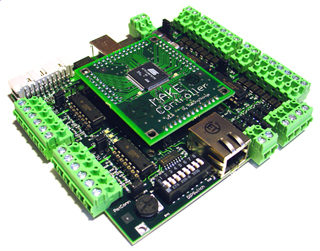
메이크 컨트롤러 키트에 Atmel AT91SAM7X256 (ARM) 마이크로컨트롤러가 장착되어 있다.

단일 보드 마이크로컨트롤러(single-board microcontroller)는 하나의 인쇄 회로 기판에 조립된 마이크로컨트롤러이다. 이 기판은 유용한 제어 작업에 필수적인 모든 회로를 제공한다: 마이크로프로세서, 입출력 회로, 클럭 제네레이터, RAM, 저장 프로그램 메모리, 필수 지원 IC. 이 보드의 목적은 컨트롤러 하드웨어 개발에 시간과 노력을 들이지 않고도 애플리케이션 개발자에게 즉각적으로 유용하게 느끼도록 하는 것이다.
보통은 저가이므로 개발에 적은 비용이 드는 이 단일 보드 마이크로컨트롤러는 교육에 널리 보급되어 왔다.

## 기원
단일 보드 마이크로컨트롤러가 1970년대 말에 등장했으며 당시의 초기 마이크로프로세서로는 6502과 Z80, 등이 있으며 하나의 기판에 컨트롤러 전체를 조립할 수 있어 실용적일뿐 아니라 컴퓨터에 상대적으로 사소한 작업을 맡기기에 충분했다.

## 같이 보기
- 단일 보드 컴퓨터
- 임베디드 시스템
- 프로그래머블 로직 컨트롤러
- 아두이노
- 라즈베리 파이
- 에이수스 팅커 보드